# Therobia papuana
Therobia papuana là một loài ruồi trong họ Tachinidae.